# مارکوس تورنتون (بسکتبال، زاده ۱۹۸۷)
مارکوس تورنتون (انگلیسی: Marcus Thornton؛ زادهٔ ۵ ژوئن ۱۹۸۷) بازیکن بسکتبال اهل ایالات متحده آمریکا است.
از باشگاه‌هایی که در آن بازی کرده‌است می‌توان به فینیکس سانز، نیو اورلینز پلیکانز، بروکلین نتس، ساکرامنتو کینگز، هیوستون راکتس، و بوستون سلتیکس اشاره کرد.